# Susumu Tonegawa
Susumu Tonegawa (利根川 進 Tonegawa Susumu, 6 de septiembre de 1939) es un científico japonés que ganó el Premio Nobel de Fisiología o Medicina en 1987, por el descubrimiento del mecanismo genético que produce la diversidad de anticuerpos. Aunque ganó el Premio Nobel por su trabajo en inmunología, Tonegawa es biólogo molecular de profesión y de nuevo cambió de área después de su Premio Nobel; ahora estudia neurociencia, examinando la base molecular, celular y neuronal de la formación de la memoria y su recuperación.

## Primeros años y educación
Tonegawa nació en Nagoya, Japón y acudió a la Hibiya High School en Tokio. Mientras era estudiante de la Universidad de Kioto, Tonegawa se fascinó con la teoría del operón después de haber leído los artículos científicos de François Jacob y Jacques Monod, a quienes les atribuye parte del crédito de inspirar su interés en la biología molecular. Tonegawa se graduó de la Universidad de Kioto en 1963. Debido a que las opciones para estudiar biología molecular en Japón era limitadas en ese tiempo, se mudó a la Universidad de California, San Diego para realizar sus estudios de posgrado bajo la supervisión del Dr. Masaki Hayashi. Obtuvo su título de doctorado en 1968.

## Carrera
Tonegawa realizó trabajo posdoctoral en el Instituto Salk en San Diego en el laboratorio de Renato Dulbecco. Con el apoyo del Dr. Dulbecco, Tonegawa se mudó al Instituto Basilea para Inmunología, en Basilea, Suiza en 1971, donde utilizó sus conocimientos de biología molecular en el campo de la inmunología y llevó a cabo sus destacados estudios.
En 1981, Tonegawa se convirtió en profesor del Instituto Tecnológico de Massachusetts. En 1994, fue nombrado director del Centro MIT para el Aprendizaje y la Memoria, el cual se convirtió bajo su guía en el Centro Picower para el Aprendizaje y la Memoria. Renunció a su puesto de director en 2006 y actualmente ocupa el puesto de Profesor Picower de Neurociencias y Biología y como investigador del Instituto Médico Howard Hughes.
Tonegawa también es director del Instituto RIKEN de Ciencias del Cerebro desde el 2009.

## Investigación

### Descubrimiento de la diversidad inmunológica
Descubrió que ciertos elementos de la masa genética (ADN) podían trasferirse y reagruparse en el transcurso del desarrollo al pasar de la célula embrionaria al estado del linfocito B. Demostró que cada linfocito es capaz de formar el anticuerpo necesario, es decir el anticuerpo que el organismo necesita en cada momento. Ante una agresión por un antígeno determinado, se produce una respuesta celular del organismo y produce la recombinación adecuada de genes para formar el anticuerpo específico contra ese antígeno. Ante estos hallazgos Tonegawa llegó a formular la teoría de que la cantidad y calidad de la respuesta inmunitaria está condicionada genéticamente.
Gracias a sus trabajos se ha podido conocer cuántos genes de inmunoglobulinas tiene el ser humano, y cómo dan lugar a multitud de anticuerpos específicos.
Fue galardonado con el Premio Nobel de Fisiología o Medicina en 1987.

### Neurociencia
En 1990, Tonegawa cambió su campo de investigación de inmunología a neurociencia. Su laboratorio fue pionero en la utilización de tecnologías transgénicas y de bloqueo de genes (gene knockout) en sistemas mamíferos. Descubrió una enzima a la que llamó CaMKII (en 1992), así como el receptor sináptico NMDA (en 1996), los cuales juegan roles cruciales en la formación de la memoria.
El laboratorio de Tonegawa descubrió que las espinas dendríticas neuronales en el lóbulo temporal son un blanco probable para el tratamiento del síndrome X frágil. Con una dosis de la droga inhibidora FRAX586, Tonegawa mostró una marcada reducción de los síntomas del síndrome X frágil en un modelo murino.
Tonegawa fue de los primeros investigadores en utilizar optogenética y biotecnología en la neurociencia, lo cual lo ha resultado en trabajos pioneros en la identificación y manipulación de engramas de células de memoria.
Su laboratorio continúa empleando la tecnología de optogenética y técnicas de inyección de virus para expandir sus descubrimiento sobre el ensamble de células en engrama. De manera notable, Tonegawa ha descubierto el rol de los ensambles de células de memoria en engrama en la valencia de la memoria, así como su rol en desórdenes del cerebro como en depresión, amnesia, y la enfermedad de Alzheimer. Estos trabajos son pruebas de concepto para futuros tratamientos médicos en humanos a través de la manipulación de ensambles de memoria en engrama.

## Vida personal
Tonegawa vive actualmente en Boston con su esposa, Mayumi Tonegawa, quien trabajó como directora/entrevistadora en NHK (Corporación Radiodifusora de Japón) y ahora se dedica a ser escritora freelance de ciencias. La pareja tiene tres hijos.
Tonegawa es fan de los Boston Red Sox e hizo un lanzamiento de apertura durante la temporada 2004 del campeonato de la Serie Mundial.